# Hypobletus tuberculifrons
Hypobletus tuberculifrons är en skalbaggsart som först beskrevs av Lewis 1898.  Hypobletus tuberculifrons ingår i släktet Hypobletus och familjen stumpbaggar. Inga underarter finns listade i Catalogue of Life.